# Gyla

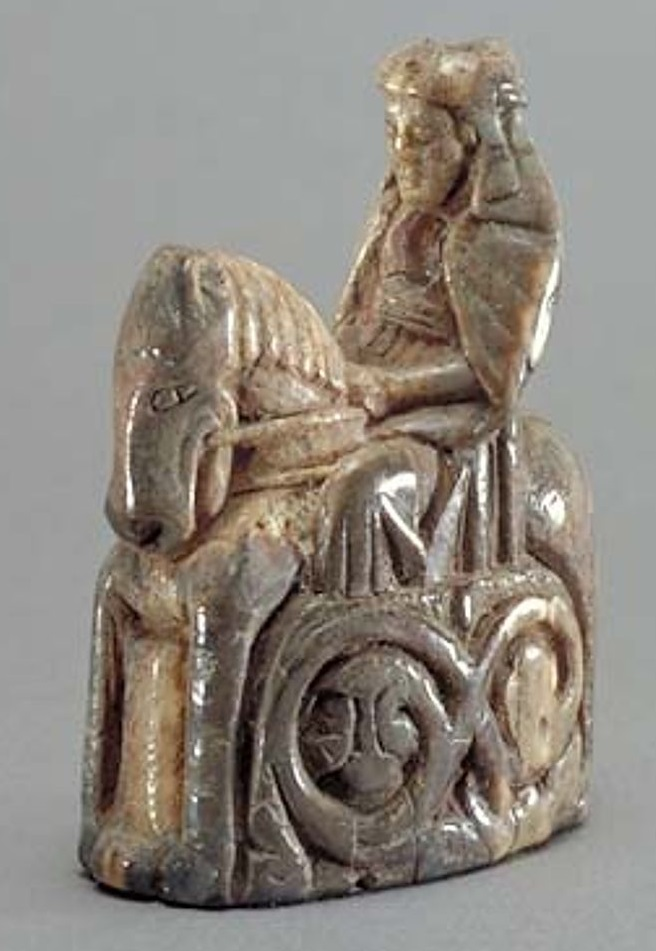
Une représentation suédoise d'époque de la reine comme une pièce d'échecs.

Gyla ou aussi Gylla pourrait être une reine de Suède du XIe siècle, épouse du roi Éric VIII de Suède (règne 1066-67) et du roi Håkan de Suède dit le Rouge (règne 1070-1079). 
Haakon le Rouge aurait épousé "la mère du jeune Olof", qui pourrait être la veuve d'Erik VIII de Suède, à Uppsala après son élection en tant que roi. Sur le site archéologique de Hovgården, près du lac Mälaren, une pierre runique érigée en l'honneur du roi mentionne à la fois le nom de Haakon (probablement Haakon le Rouge) et le nom féminin Gylla ou Gyla. Il se peut qu'elle soit la reine de Haakon, mais il est plus probable qu'elle soit l'épouse du fabricant de cette pierre, Tolir.

## Pierre de Håkansstenen
Vieux norrois : Rað þu runaʀ. Rett let rista Toliʀ bryti i roði kunungi. Toliʀ ok Gylla letu ris[ta] ..., þaun hion æftiʀ [si]k(?) mærki ... Hakon bað rista.

Traduit : Vous avez lu les runes ! Tolir, huissier à Roden, les taille pour le roi. Tolir et Gylla ont sculpté (ces runes), cette paire après eux comme un mémorial... Håkon bade carve.
Gylla, de cette inscription runique, est la femme de Tolir. Håkon serait le roi Håkan le Rouge, dont on admet généralement qu'il a régné dans les années 1070. Cela correspondrait au texte runique, qui utilise le mot kunungi ou kunungr, qui signifie "roi" en vieux norrois. C'est pour cette raison que la pierre est connue sous le nom de Håkansstenen. 